# Stefan Jarnowski
Stefan Jarnowski herbu Topór – cześnik kamieniecki w latach 1671–1697.
W 1674 roku był elektorem Jana III Sobieskiego z województwa inowrocławskiego.